# San José Boxay
San José Boxay es una localidad de México perteneciente al municipio de Francisco I. Madero en el estado de Hidalgo.

## Geografía
A la localidad le corresponden las coordenadas geográficas 20° 15’ 40.07” de latitud norte y 99° 6’ 8.43” de longitud oeste, con una altitud de 1988 m s. n. m. Se encuentra a una distancia aproximada de 2.86 kilómetros al noroeste de la cabecera municipal, Tepatepec.
En cuanto a fisiografía se encuentra dentro de las provincia del Eje Neovolcánico, dentro de la subprovincia de Llanuras y Sierras de Querétaro e Hidalgo; su terreno es de llanura y lomerío. En lo que respecta a la hidrografía se encuentra posicionado en la región del río Panuco, dentro de la cuenca del río Moctezuma, en la frontera de las subcuencas del río Actopan. Cuenta con un clima semiseco templado.

## Demografía
En 2020 registró una población de 1018 personas, lo que corresponde al 2.81 % de la población municipal. De los cuales 496 son hombres y 522 son mujeres. Tiene 308 viviendas particulares habitadas.
| Gráfica de evolución demográfica de San José Boxay entre 1940 y 2020                                        |
| |
| Población de los censos y conteos del Instituto Nacional de Estadística y Geografía (INEGI) de 1940 a 2010. |

## Economía
La localidad tiene un grado de marginación medio y un grado de rezago social muy bajo.